# Guadeloupe
Guadeloupe is een Frans overzees departement in de Caraïbische Zee, ten noorden van Dominica en ten zuidoosten van Montserrat. Het bestaat uit een archipel van eilanden die tot de Kleine Antillen worden gerekend, aan de noordkant van de Bovenwindse Eilanden. Met Guadeloupe wordt vaak het hoofdeiland bedoeld dat eigenlijk uit twee door een smalle zeestraat gescheiden eilanden bestaat: Basse-Terre en Grande-Terre.
Een kwart van Guadeloupe is beschermd natuurreservaat genaamd Nationaal Park Guadeloupe.
De belangrijkste luchthaven is Pointe-à-Pitre Le Raizet bij Pointe-à-Pitre op het eiland Grande-Terre.

## Geschiedenis
Guadeloupe werd aanvankelijk bewoond door de Caraïben-indianen die het eiland  Karukera noemden ('eiland van het mooie water').
Toen Columbus de eilanden in 1493 ontdekte, noemde hij ze Isla de Santa María de Guadalupe de Extremadura naar de Maagd van Guadalupe in het Spaanse Extremadura. De Spanjaarden hebben het eiland verschillende malen proberen te koloniseren maar werden verdreven door de Cariben.
In 1635 stichtten Léonard de l’Olive en Jean Duplessis d’Ossonville een kolonie op Basse-Terre. Vieux-Habitants werd als eerste nederzetting gesticht. In 1643 worden de eilanden Basse-Terre en Grande-Terre verkocht aan Charles Houël. De stad Basse-Terre werd gesticht als hoofdplaats van de kolonie. In 1644 werden plantages gesticht op het eiland, en werden slaven uit Afrika gehaald. Eerst waren er ook koffie, cocoa, en indigo-plantages, maar later werd suikerriet de basis van de economie.
In 1648 werden Marie-Galante en Terre-de-Haut gekoloniseerd. In 1653 werden de kolonisten op Marie-Galante door de Cariben vermoord als wraak voor een verkrachting door soldaten. De Cariben werd de oorlog verklaard, en in 1660 werd een vredesverdrag gesloten tussen de Cariben, Fransen en Britten, waarbij werd overeengekomen dat Guadeloupe gekoloniseerd kon worden. Aan de Cariben werd Dominica, en een onvruchtbaar gedeelte van Anse-Bertrand toegewezen.

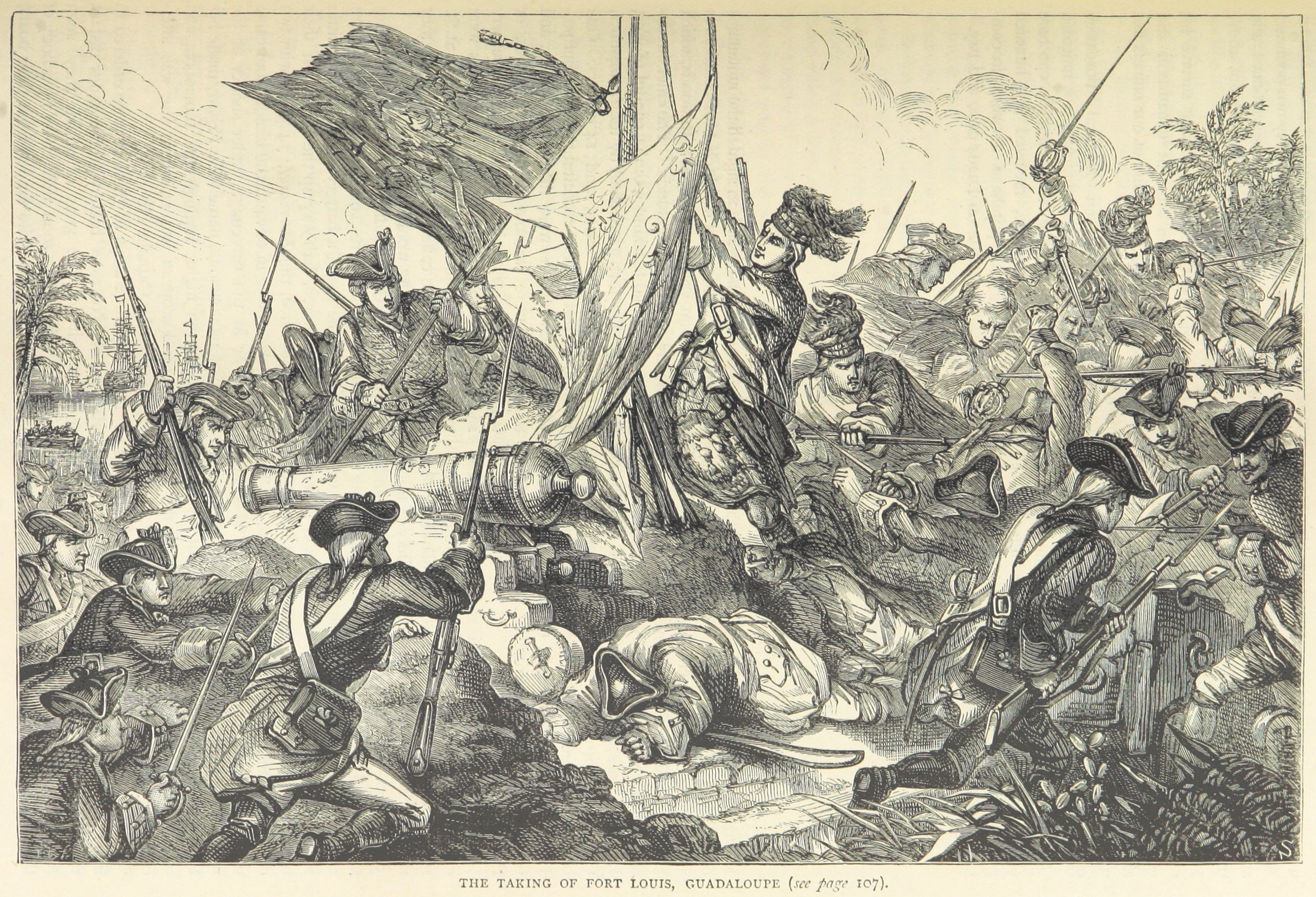
Verovering van Fort Louis in 1759

In 1674 werd Guadeloupe een kroonkolonie. In 1682 werd Terre-de-Bas als laatste eiland gekoloniseerd. In 1759 werd Basse-Terre door het Verenigd Koninkrijk veroverd, maar in 1763 teruggegeven. Op 21 april 1794 werd het opnieuw door het Verenigd Koninkrijk veroverd, maar op 2 juni heroverd. In 1810 tijdens de Napoleontische oorlogen werd het opnieuw veroverd door de Britten. Op 3 maart 1813 werd het door de Britten aan Zweden gegeven. Het Zweedse bestuur was echter erg kort. Reeds bij de Eerste Vrede van Parijs in 1814 gaf Zweden Guadeloupe terug aan Frankrijk in ruil voor een financiële compensatie van 24 miljoen francs. In 1816 werd het definitief toegewezen aan Frankrijk.

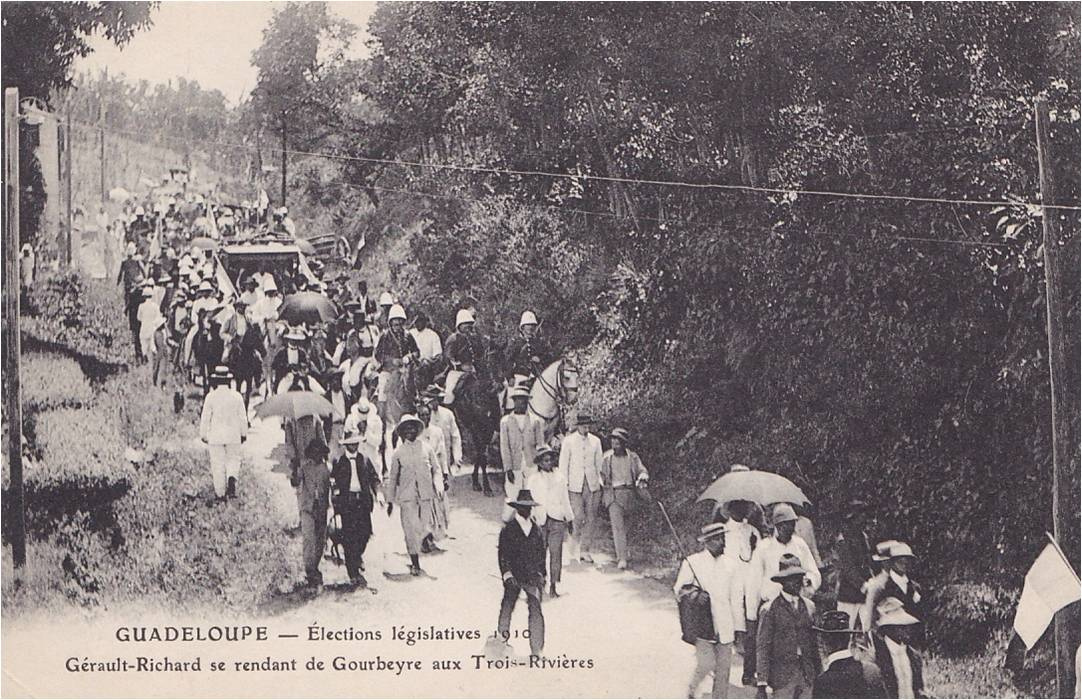
Druk verkeer tussen Gourbeyre en Trois-Rivières tijdens de verkiezingen van 1910

Onder invloed van de idealen van de Franse revolutie (vrijheid, gelijkheid en broederschap) was slavernij in de Franse koloniën afgeschaft in 1794. Toen Napoleon Bonaparte eind 1799 aan de macht kwam, wilde hij de slavernij opnieuw invoeren (via de wet van 20 mei 1802: “Loi sur la traite des noirs et le régime des colonies du 20 mai 1802”). De slag van Matouba was gericht tegen het herinvoeren van de slavernij in Guadeloupe en de verzetsstrijdster Solitude (circa 1772-1802) werd een belangrijk symbool in de strijd tegen de slavernij.
In 1848 werd de slavernij opnieuw afgeschaft. In 1936 werd Félix Éboué als eerste persoon van Afrikaanse oorsprong tot gouverneur benoemd. In 1946 werd het een overzees departement. Het department bevatte ook Saint-Barthélemy (eiland) en Sint-Maarten In 1976 werden 72.000 mensen in het zuiden van Basse-Terre geëvacueerd vanwege een uitbarsting van La Grande Soufrière. De uitbarsting was minder dramatisch dan verwacht. In 2003 scheidden Saint-Barthélemy en Sint-Maarten zich af van Guadeloupe en werden overzeese gemeenschappen.

## Bevolking
Ongeveer 77% van de bevolking is Creool (gemengd Afrikaanse en Europese afkomst). 10% is Mestizo (gemengd Indiaans en Europese afkomst). 10% is van Afrikaanse afkomst en 2% van Europese afkomst.
In 2019 telde Basse-Terre 182.271 inwoners,
en Grande-Terre 187.456 inwoners. Op de overige eilanden wonen veel minder mensen; op Marie-Galante slechts 10.794.

### Religie
Van de bevolking is ongeveer 80% katholiek. Andere religies zijn protestantisme, hindoeïsme of een Afrikaanse natuurgodsdienst.

## Politiek
Guadeloupe is een Frans overzees departement (département d'outre mer). Het bestuur wordt geleid door Ary Chalus, president van de algemene raad, en Guy Losbar, president van de regionale raad. Guadeloupe heeft twee vertegenwoordigers in de Franse Senaat en vier vertegenwoordigers in het Franse parlement. Binnen de Europese Unie heeft Guadeloupe de status van ultraperifere regio. De eilandengroep valt echter niet onder de Schengenakkoorden. Andere Europese akkoorden, bijvoorbeeld gratis roaming, gelden wel in Guadeloupe.
Bij referendum op 7 december 2003 hebben de bevolkingen van Saint-Martin en Saint-Barthélemy gekozen voor zelfbestuur. In 2007 werden deze twee gebieden van het departement Guadeloupe afgescheiden.

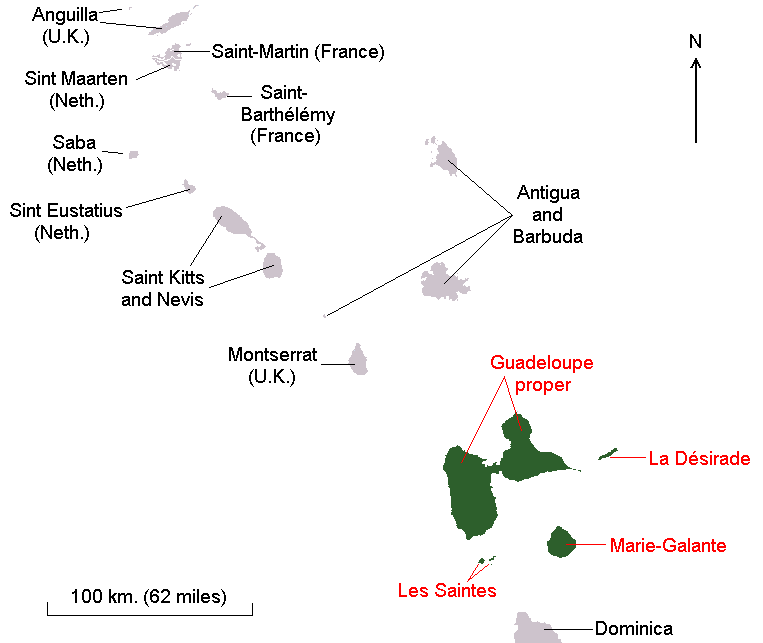
Kaart met in groen (en rode legenda) de eilanden van Guadeloupe

## Geografie
Het departement Guadeloupe bestaat sinds 2003 uit zes gebieden:
- Basse-Terre
- Grande-Terre
- Marie-Galante
- La Désirade
- Îles des Saintes (dat uit negen kleine eilanden bestaat, waarvan er twee permanent bewoond zijn)
- Îles de la Petite Terre

### Algemene gegevens
- Laagste punt: Caraïbische Zee, 0 m NAP
- Hoogste punt: La Grande Soufrière, 1467 m NN
- Klimaat: tropisch, beïnvloed door de passaatwinden.
- Bodemgesteldheid: Basse-Terre is van vulkanische oorsprong, met landinwaarts bergen; Grande-Terre is vrij vlak en bestaat voornamelijk uit kalksteen. De overige eilanden zijn met uitzondering van Marie-Galante ook van vulkanische oorsprong.
- grondgebruik:
  - cultuurgrond: 14%
  - akkerbouw: 4%
  - weide: 14%
  - bos: 39%
- natuurgeweld: orkanen (van juni tot oktober); de Soufrière is een actieve vulkaan.

## Bestuurlijke indeling
Het departement is onderverdeeld in 2 arrondissementen, 21 kantons en 32 gemeenten.
De twee arrondissementen van Guadeloupe zijn:
- Arrondissement Basse-Terre
- Arrondissement Pointe-à-Pitre

Een overzicht van de kantons is te vinden op kantons van Guadeloupe.
De gemeenten van Guadeloupe zijn:
- Les Abymes
- Anse-Bertrand
- Baie-Mahault
- Baillif
- Basse-Terre
- Bouillante
- Capesterre-Belle-Eau
- Capesterre-de-Marie-Galante
- Deshaies
- La Désirade
- Le Gosier
- Gourbeyre
- Goyave
- Grand-Bourg
- Lamentin
- Morne-à-l'Eau

- Le Moule
- Petit-Bourg
- Petit-Canal
- Pointe-à-Pitre
- Pointe-Noire
- Port-Louis
- Saint-Claude
- Saint-François
- Saint-Louis
- Sainte-Anne
- Sainte-Rose
- Terre-de-Bas
- Terre-de-Haut
- Trois-Rivières
- Vieux-Fort
- Vieux-Habitants

## Bezienswaardigheden

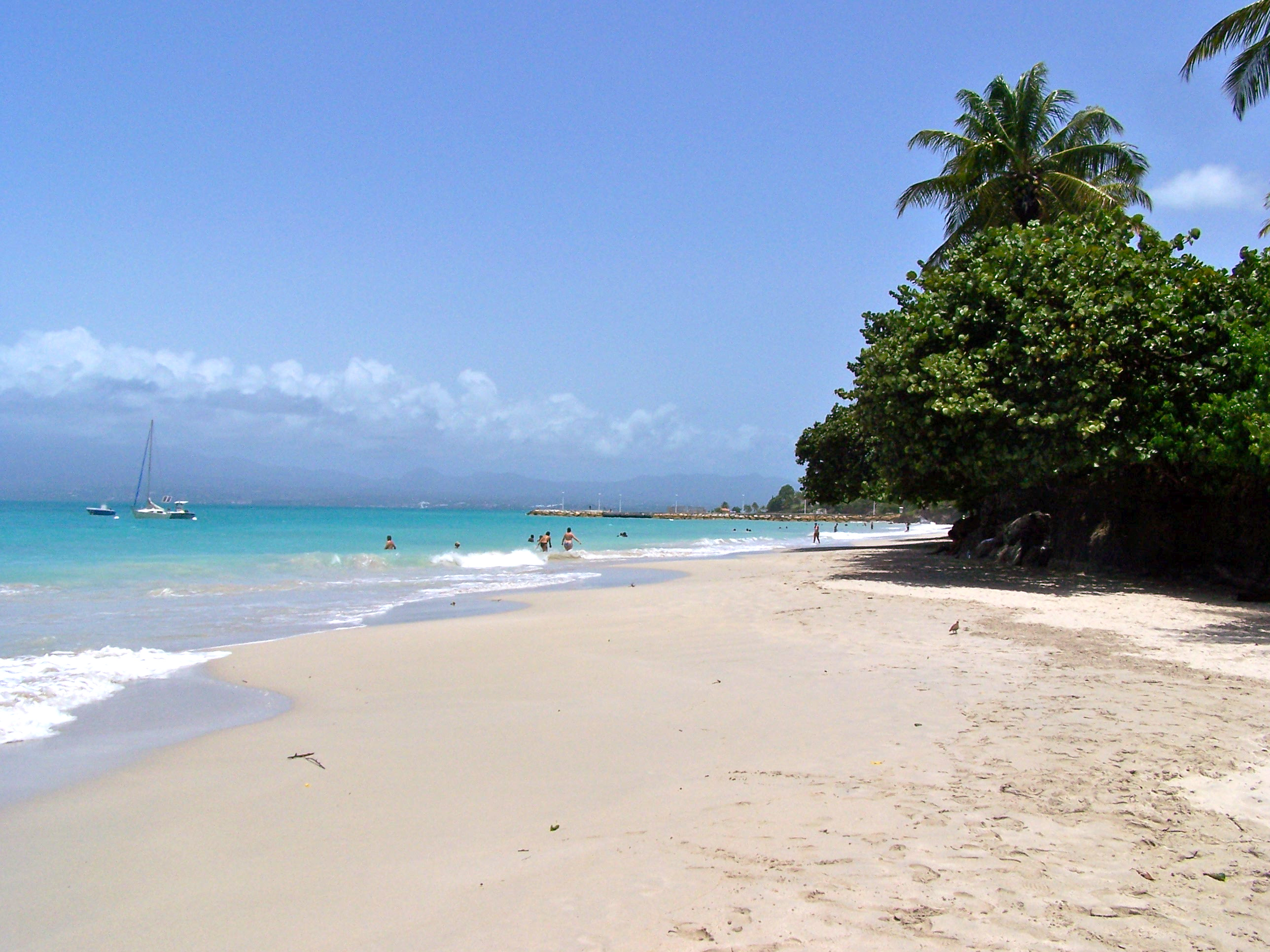
Plage de la Datcha

- Chutes du Carbet, drie watervallen in Basse-Terre
- Fort Delgrès, een fort in Basse-Terre dat bekend is door het verzet van Louis Delgrès tegen de herinvoering van slavernij door Napoleon.[20]
- Grande Anse, het langste strand van Guadeloupe[21]
- Guelle Grand Gouffre, een 50 meter diepe kuil met natuurlijke brug in Marie-Galante
- Îlets Pigeon, een eiland voor de kust dat een populaire duikplek is en beschermd is als Réserve Cousteau.[22]
- La Grande Soufrière, de actieve vulkaan in Basse-Terre
- Mémorial ACTe, een museum over de slavernij in Grande-Terre
- Pain de Sucre, een vulkanische heuvel in Terre-de-Haut
- Plage de la Datcha, een lang witzandstrand met uitzicht op Îlet du Gosier in Grande-Terre
- Plage de Sainte-Anne, een lang witzandstrand in Grande-Terre
- Pointe de la Grande-Vigie, de meest noordelijk punt met hoge klippen[23]

## Economie
Omdat Guadeloupe een deel van Frankrijk is, wordt als betaalmiddel de euro gebruikt. Guadeloupe leeft van akkerbouw, toerisme, lichte industrie en dienstverlening. Het eiland is afhankelijk van Franse import. Het toerisme is een van de belangrijkste economische sectoren. De meeste toeristen komen van het Franse vasteland, gevolgd door Zwitserse toeristen; een toenemend aantal van hen bezoekt de archipel met een cruiseschip. Beoefenaars van de ornithologie en liefhebbers van ecotoerisme kunnen het Nationaal Park Guadeloupe bezoeken om endemische vogelsoorten als de guadeloupespecht te observeren. Ook de koraalriffen van Grand Cul-de-Sac Marin en Réserve Cousteau zijn beschermd in dit 380 vierkante kilometer grote reservaat dat door de Unesco werd erkend in 1992.

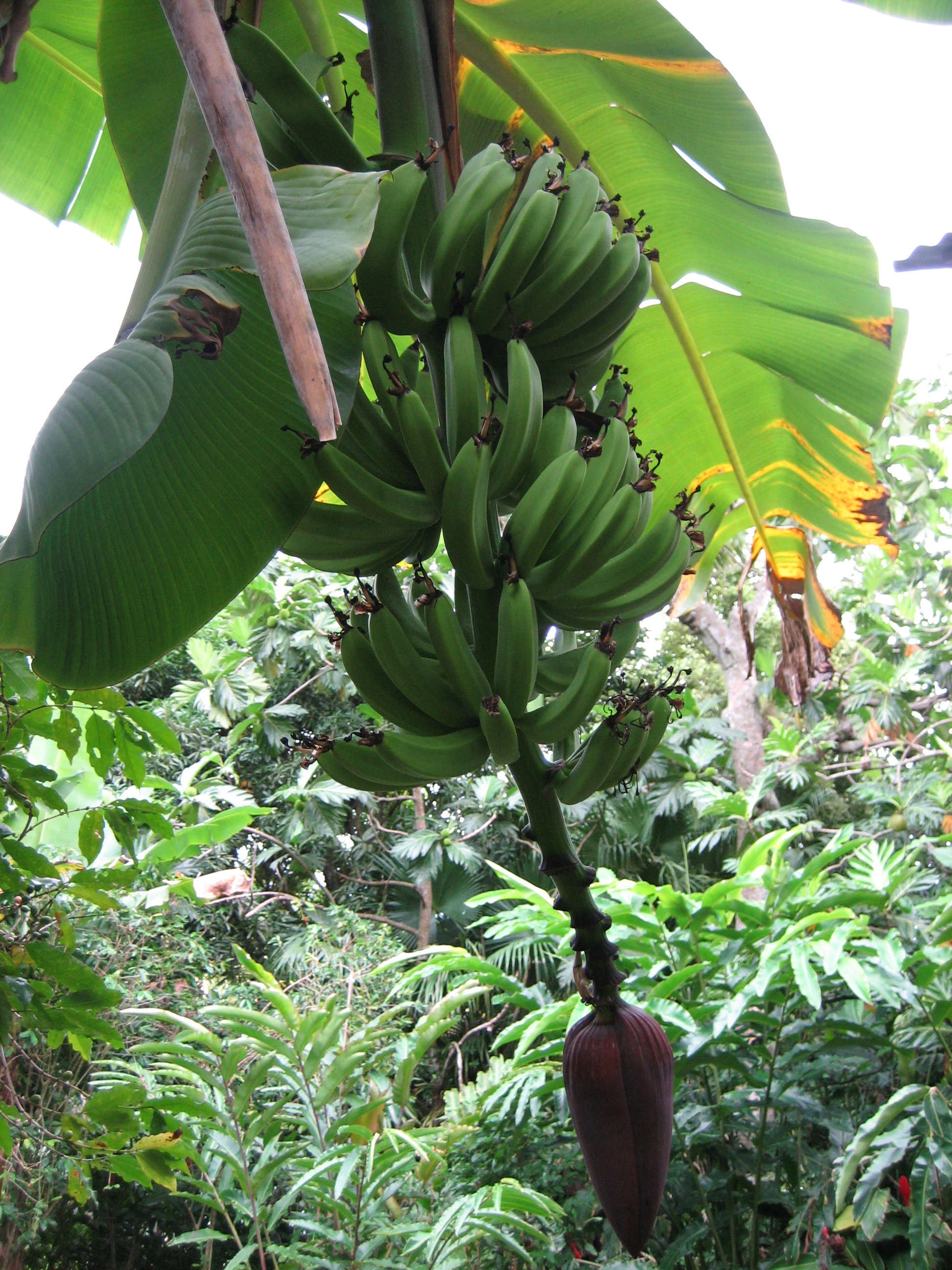
Banaanplantage op Basse-Terre

Traditionele landbouwproducten zoals suikerriet worden geleidelijk door andere producten vervangen, zoals bananen (die ongeveer 50% van de jaarlijkse export uitmaken), aubergines en bloemen. Andere groenten en knolgewassen worden voor de plaatselijke markt verbouwd. Niettemin is Guadeloupe afhankelijk van geïmporteerde voedingsmiddelen, voornamelijk uit Frankrijk. De lichte industrie wordt gekenmerkt door suiker- en rumfabricage. De meeste fabrieksmatig vervaardigde goederen worden geïmporteerd, evenals brandstof. Het werkloosheidscijfer is bijzonder hoog, vooral onder jonge bevolking. Orkanen die zo nu en dan passeren berokkenen de economie veel schade.
- Binnenlands product: 12000 euro netto per hoofd van de bevolking
- Arbeiders: ca. 130 000
- Werkloosheid: 16%
- Industrietakken: bouwnijverheid, cement-, rum- en suikerfabricage, toerisme
- Landbouwproducten: bananen, suikerriet, tropische vruchten en groenten, runderen, varkens, geiten
- Uitvoer: bananen, suiker, rum
- Exportlanden: Frankrijk 80%, Martinique 18%, Verenigde Staten 4%
- Import: voedingsmiddelen, brandstof, auto's en andere consumptiegoederen, grondstoffen voor bouwnijverheid
- Importlanden: Frankrijk 63%, Duitsland 4%, Verenigde Staten 3%, Japan 2%, Nederlandse Antillen 2%

## Keuken

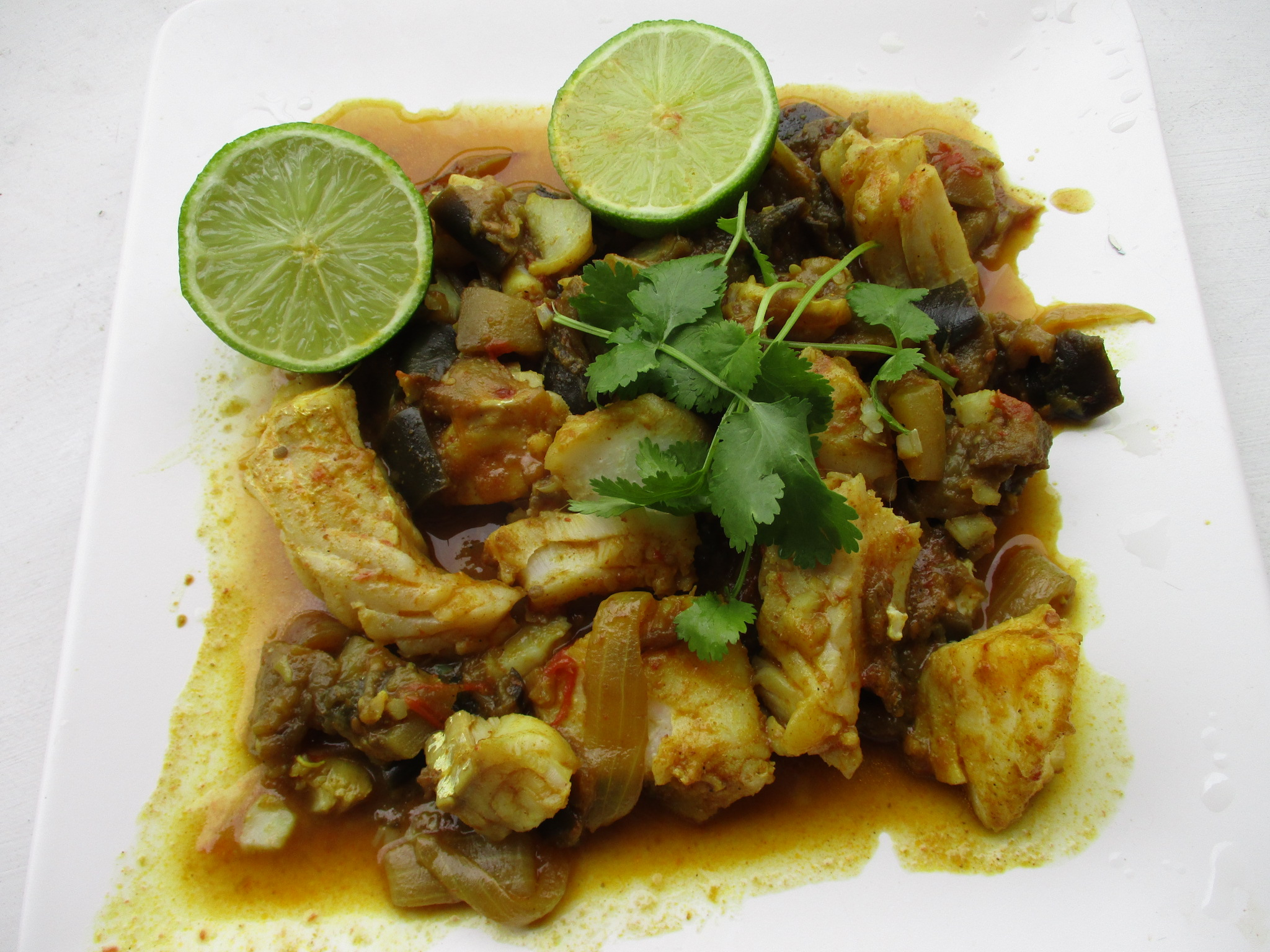
Colombo (Antiliaanse curry) met vis

De keuken van Guadeloupe heeft Afrikaanse, indiaanse en Europese invloeden maar is overwegend creools. Er zijn tal van scherpe gerechten en er wordt veel fruit in de keuken gebruikt. Dat komt mede omdat dat er in overvloed is op het eiland. In Guadeloupe is er zelfs één keer per jaar het feest van de koks. Op dat feest maakt iedere kok zijn beste recept en dat wordt aan het eind van de dag gepresenteerd.

## Fictie
Het eiland is ook bekend als het fictieve eiland Saint Marie uit Brits-Franse komische politieserie Death in Paradise. Een uit Londen gedropte inspecteur van politie raakt er verstrikt in locale intriges. De serie is ook te zien op de Belgische en Nederlandse televisie bij BBC NL.

## Galerij

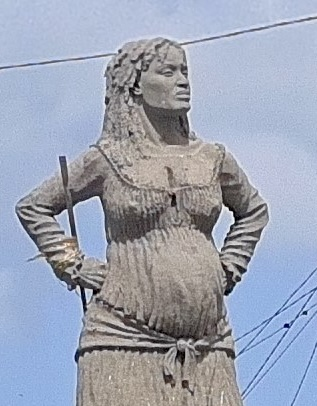
Standbeeld van Solitude in Les Abymes
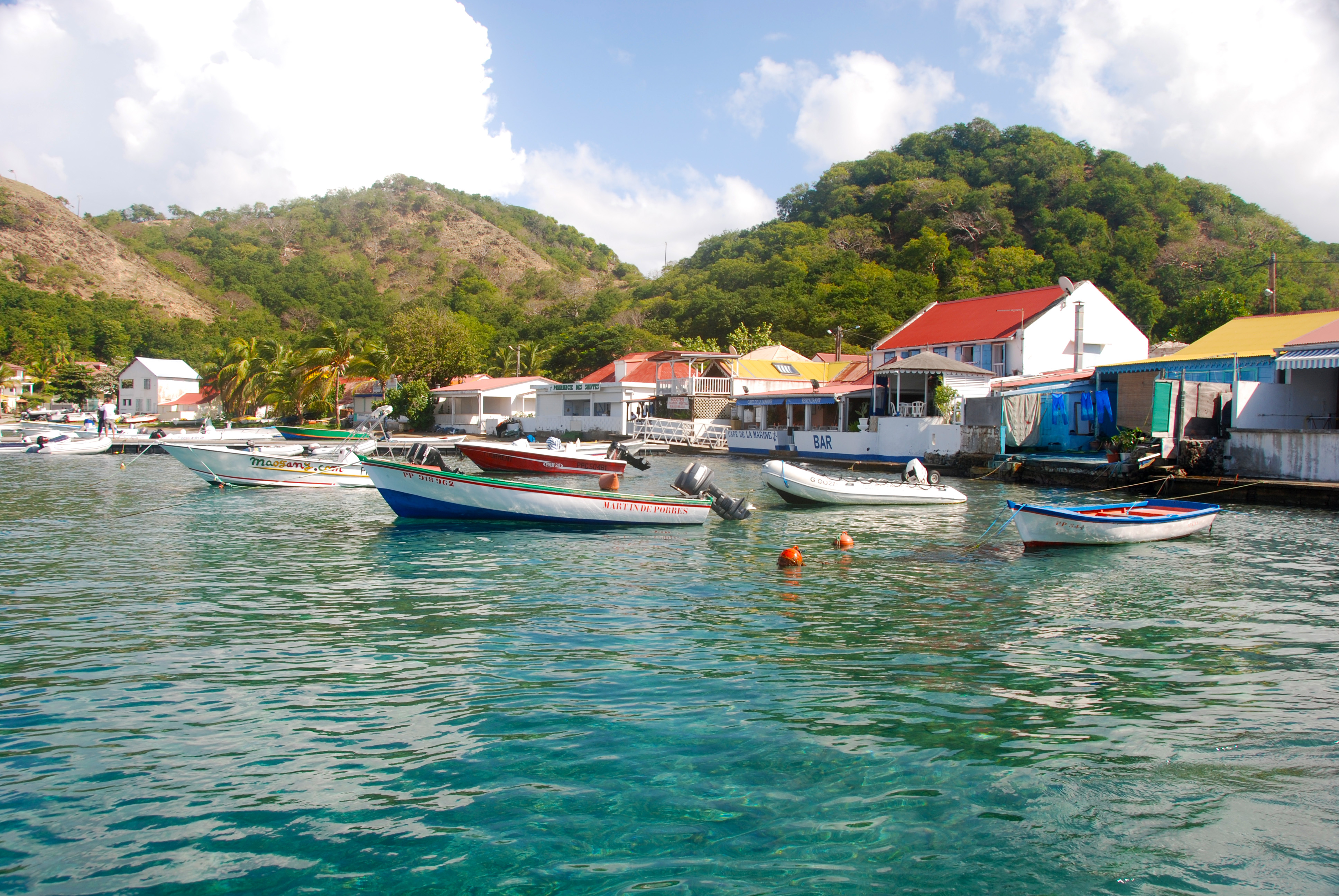
De haven van Terre-de-Haut
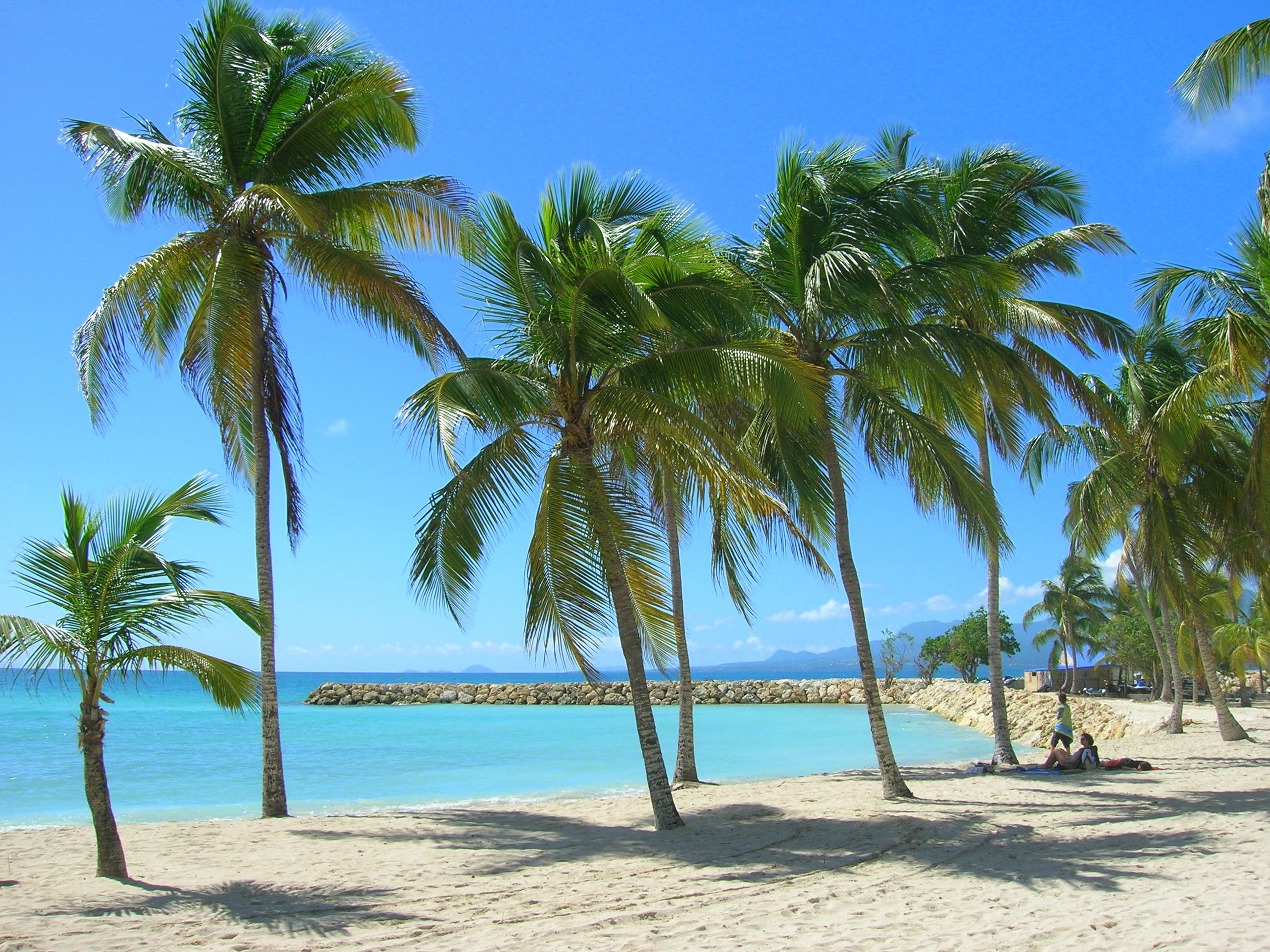
Plage de Sainte-Anne
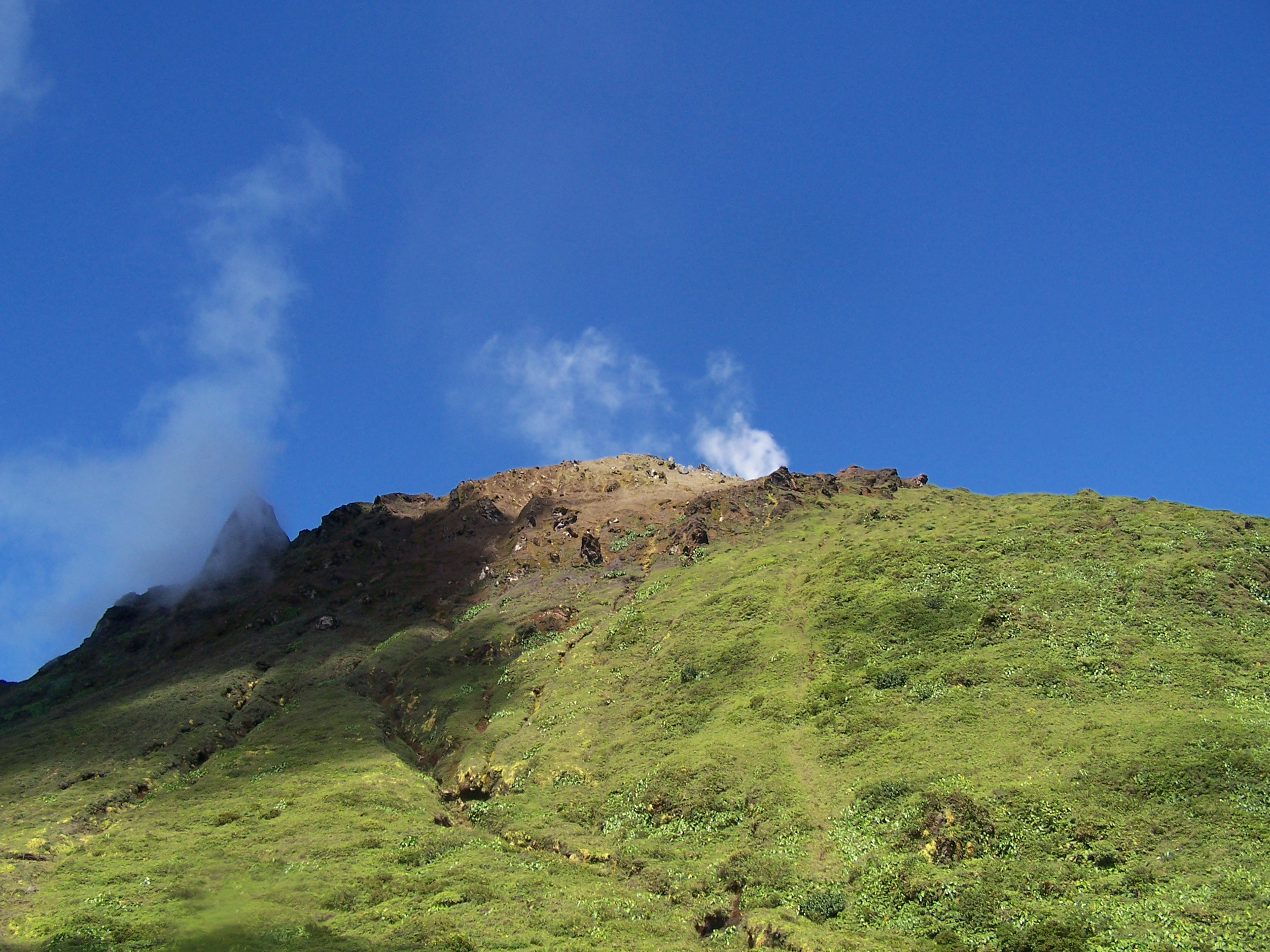
La Grande Soufrière
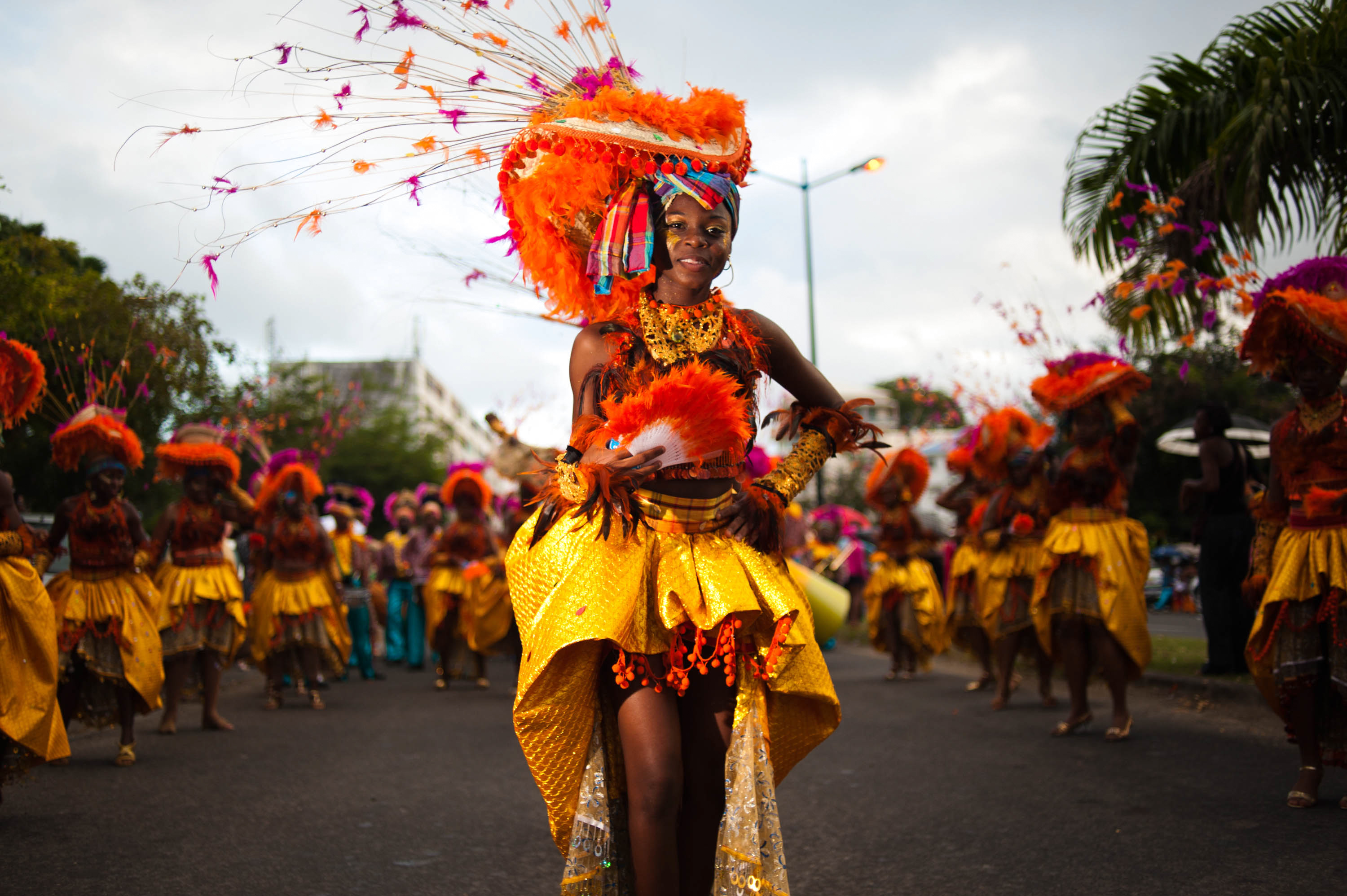
Wintercarnaval in Pointe-à-Pitre

- Biblioteca Nacional de España: XX451767
- Bibliothèque nationale de France: cb11864261n (data)
- Gemeinsame Normdatei: 4086841-2
- International Standard Name Identifier: 0000 0001 2159 4723
- KulturNav: e8d059ee-4ec8-434d-b54f-1738edb2debd
- Library of Congress Control Number: n80131903
- MusicBrainz: 338346f8-4dc2-38e8-a009-5a3e1585348f
- National Archives and Records Administration: 10044851
- Nationale Bibliotheek van Tsjechië: ge134191
- Nationale Bibliotheek van Israël: 987007559618105171
- Système universitaire de documentation: 026384973
- Virtual International Authority File: 125492276
- WorldCat: E39PBJjtcvTQkFKcMTp4FRXw4q

Antigua en Barbuda · Bahama's · Barbados · Belize · Canada · Costa Rica · Cuba · Dominica · Dominicaanse Republiek · El Salvador · Grenada · Guatemala · Haïti · Honduras · Jamaica · Mexico · Nicaragua · Panama · Saint Kitts en Nevis · Saint Lucia · Saint Vincent en de Grenadines · Trinidad en Tobago · Verenigde Staten

Land van het Koninkrijk der Nederlanden: Aruba · Curaçao · Sint Maarten

Nederlands openbaar lichaam: Bonaire · Sint Eustatius · Saba

Frans overzees departement: Guadeloupe · Martinique

Overzees gebied van het Verenigd Koninkrijk: Anguilla · Bermuda · Britse Maagdeneilanden · Kaaimaneilanden · Montserrat · Turks- en Caicoseilanden

Overige gebieden: Amerikaanse Maagdeneilanden · Clipperton · Groenland · Puerto Rico · Saint-Barthélemy · Saint-Martin · Saint-Pierre en Miquelon
01 Ain · 02 Aisne · 03 Allier · 04 Alpes-de-Haute-Provence · 05 Hautes-Alpes · 06 Alpes-Maritimes · 07 Ardèche · 08 Ardennes · 09 Ariège · 10 Aube · 11 Aude · 12 Aveyron · 13 Bouches-du-Rhône · 14 Calvados · 15 Cantal · 16 Charente · 17 Charente-Maritime · 18 Cher · 19 Corrèze · 2A Corse-du-Sud · 2B Haute-Corse · 21 Côte-d'Or · 22 Côtes-d'Armor · 23 Creuse · 24 Dordogne · 25 Doubs · 26 Drôme · 27 Eure · 28 Eure-et-Loir · 29 Finistère · 30 Gard · 31 Haute-Garonne · 32 Gers · 33 Gironde · 34 Hérault · 35 Ille-et-Vilaine · 36 Indre · 37 Indre-et-Loire · 38 Isère · 39 Jura · 40 Landes · 41 Loir-et-Cher · 42 Loire · 43 Haute-Loire · 44 Loire-Atlantique · 45 Loiret · 46 Lot · 47 Lot-et-Garonne · 48 Lozère · 49 Maine-et-Loire · 50 Manche · 51 Marne · 52 Haute-Marne · 53 Mayenne · 54 Meurthe-et-Moselle · 55 Meuse · 56 Morbihan · 57 Moselle · 58 Nièvre · 59 Noorderdepartement · 60 Oise · 61 Orne · 62 Pas-de-Calais · 63 Puy-de-Dôme · 64 Pyrénées-Atlantiques · 65 Hautes-Pyrénées · 66 Pyrénées-Orientales · 67 Bas-Rhin · 68 Haut-Rhin · 69D Rhône · 69M Métropole de Lyon · 70 Haute-Saône · 71 Saône-et-Loire · 72 Sarthe · 73 Savoie · 74 Haute-Savoie · 75 Parijs · 76 Seine-Maritime · 77 Seine-et-Marne · 78 Yvelines · 79 Deux-Sèvres · 80 Somme · 81 Tarn · 82 Tarn-et-Garonne · 83 Var · 84 Vaucluse · 85 Vendée · 86 Vienne · 87 Haute-Vienne · 88 Vosges · 89 Yonne · 90 Territoire de Belfort  · 91 Essonne · 92 Hauts-de-Seine · 93 Seine-Saint-Denis · 94 Val-de-Marne · 95 Val-d'Oise
Départements d'outre-mer: 971 Guadeloupe · 972 Martinique · 973 Guyane · 974 Réunion · 976 Mayotte